# (52425) 1994 LU8
(52425) 1994 LU8 là một tiểu hành tinh vành đai chính. Nó được phát hiện bởi Henri Debehogne và Eric Walter Elst ở Đài thiên văn La Silla ở Chile ngày 8 tháng 6 năm 1994.